# Mycomya parva
Mycomya parva är en tvåvingeart som först beskrevs av Dziedzicki 1885.  Mycomya parva ingår i släktet Mycomya och familjen svampmyggor. Enligt den finländska rödlistan är arten sårbar i Finland. Arten är reproducerande i Sverige. Artens livsmiljö är naturlundskogar. Inga underarter finns listade i Catalogue of Life.